# Gázlós
Gázlós (1899-ig Broczkó, szlovákul Brodské) község Szlovákiában, a Nagyszombati kerületben, a Szakolcai járásban.

## Fekvése
Szakolcától 24 km-re délnyugatra, a Morva bal partján fekszik, közel a szlovák-cseh határhoz. Ma közúti határátkelőhely Csehország felé. A D2-es autópálya halad el mellette.

## Története
A község területe a régészeti leletek tanúsága szerint már a 9. században is lakott volt. Az első, szlávok lakta települést a források szerint Velešnek nevezték. A folyamatos lakottságot a 11. századból származó egyéb leletek is bizonyítják.
A települést írásos dokumentumban 1163-ban említik először, ekkor már állt a falu temploma is. A 13. században Holics várának uradalmához tartozott. 1217-ben Mihály comes, 1296-ban Rúfus Ábrahám az uradalom birtokosa. A 14. század elején a környező településekkel együtt ez is Csák Máté uralma alá kerül és 1321-ig, az oligarcha haláláig az övé is marad. Következő említése az 1452. évi összeírásban történik, amikor egy Pongrác nevű birtokosa volt. Ekkor 15 adózó portát számláltak a községben, ebből 12 zsellér volt. 1530-ban a Lichtenstein család birtoka 9 adózó portával. 1533-ban 6 portája állt, melyből 4 új ház. 1547-ben a községbe habánok települnek, akik elsősorban a kézművesipart lendítik fel. 1663-ban a török támadja meg és rabolja ki a települést. 1715-ben 7 portával és 44 lakossal, 1752-ben 78 lakossal szerepel az összeírásokban. 1749-ben birtokosa, Czobor József a holicsi uradalmat Lotaringiai Ferencnek adja el. A 18. század végére lakossága ugrásszerűen megnőtt. 1787-ben már 749-en, 1828-ban 1082-en lakták. 1831-ben és 1866-ban a lakosság körében kolerajárvány pusztított.
Vályi András szerint "BRODCZKA. vagy Brocska. Tót falu Nyitra Vármegyében, földes Ura a’ Felséges Tsászár, fekszik a’ Szakoltzai járásban, ’s a’ Sassini Uradalomhoz tartozik, lakosai katolikusok. Nevezetes az ide való Harmintzadi hivatal, a’ Morva Országi, ’s Ausztriai kereskedőkre nézve. Határja középszerű, fája tűzre, és épűletre elég, makkoltatása is van, kendere elég terem, szőleje nintsen, de gazdáskodásra jó módgya, ’s piatza is alkalmatos Holitsban, Sastyinban, malma a’ szomszédságban, második Osztálybéli."
Fényes Elek szerint "Broczkó, tót falu, Nyitra vármegyében, a Morva vize mellett, 1106 kath., 24 zsidó lakossal. – Kath. paroch. templom. Rónán fekvő szántóföldei homokkal kevertek, de bő termők; rétje sok, erdeje szép; halászata a Morvában jövedelmes; a lakosok szép szarvasmarhát, teheneket nevelnek. F. u. ő cs. kir. felsége. Ut. p. Sasvár."
A trianoni békeszerződésig Nyitra vármegye Szakolcai járásához tartozott.

## Népessége
| Év:            | 1994. | 2004.   | 2014.   | 2024.   |
| -------------- | ----- | ------- | ------- | ------- |
| Emberek száma: | 2400  | 2374    | 2322    | 2248    |
| Eltérés:       |       | -1,08 % | -2,19 % | -3,18 % |

| Év:            | 2023. | 2024.   |
| -------------- | ----- | ------- |
| Emberek száma: | 2257  | 2248    |
| Eltérés:       |       | -0,39 % |

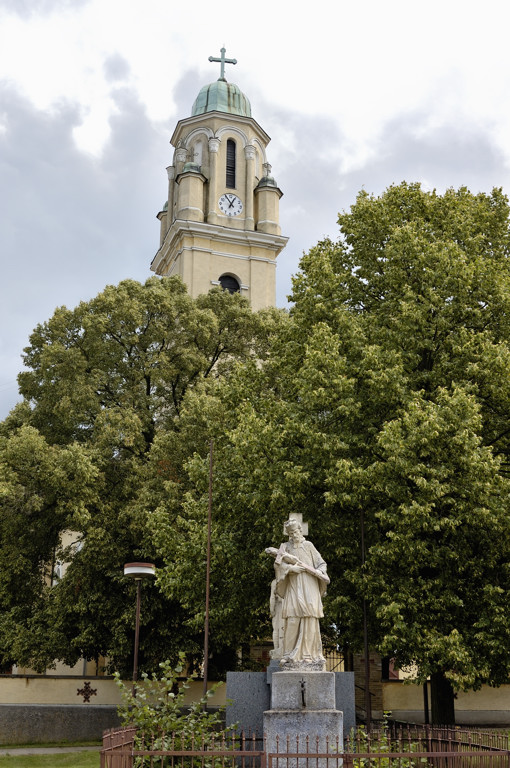
Szent Antal templom

1910-ben 2043, túlnyomórészt szlovák anyanyelvű lakosa volt.
2001-ben 2379 lakosából 2262 szlovák volt.
2011-ben 2350 lakosából 2172 szlovák volt.

## Neves személyek
- Itt született 1784. december 25-én Móga János altábornagy, az 1848–49-es szabadságharc egyik tábornoka, a pákozdi csata győztese.
- Itt született 1823-ban Csulen Márton esztergom-egyházmegyei katolikus pap.

## Nevezetességei
- Szent Antal tiszteletére szentelt római katolikus temploma eredetileg gótikus stílusú, 1731 és 1750 között átépítették. Tornya az 1860-as években épült.

## Közlekedés

### Vasúti
Gázlós vasúti megállóhely a szlovák 110-es (Pozsony - Břeclav) vonalon fekszik. Munkanapokon 9, hétvégén és munkaszüneti napokon 6 pár vonat közlekedik Jókút és a cseh Břeclav között. 2019 decemberéig átszállás nélkül lehetett eljutni innen Pozsony, Bazin és Nagyszombat városokba. A megállóhelyen megálló személyvonatok zöme ČD 810    típusú cseh motorvonatokkal vannak kiadva, 2019 decemberéig azonban munkanapokon mindennapi vendégnek számítottak a hagyományos szerelvények és a ŽSSK emeletes motorvonatai is.